# Annemarie Renger
Annemarie Renger z domu Wildung (ur. 7 października 1919 w Lipsku, zm. 3 marca 2008 w Remagen) – niemiecka polityczka, działaczka SPD, deputowana do Bundestagu i jego przewodnicząca (1972–1976) oraz wiceprzewodnicząca (1976–1990).
Kandydatka w wyborach prezydenckich w 1979.

## Życiorys
Urodziła się w Lipsku jako piąte dziecko działacza partii socjaldemokratycznej, miejskiego radnego Fritza Wildunga i jego żony Marthy. Miała czterech braci, z których trzech zginęło na froncie II wojny światowej. W 1924 wraz z rodziną przeniosła się do Berlina, gdzie uczęszczała do Staatliche Augustagymnasium, z którego wydalona została w 1934 ze względu na działalność polityczną ojca. Następnie rozpoczęła przyuczenie do zawodu handlowca, pracowała dorywczo jako stenotypistka. Wyjechała z ogarniętego walkami Berlina na krótko przed końcem wojny i zamieszkała u krewnych na Wrzosowiskach Lüneburskich.
W 1945 roku poznała Kurta Schumachera, lidera Socjaldemokratycznej Partii Niemiec (SPD) i została jego osobista sekretarką. Od 1946 kierowała biurem zarządu partii, najpierw w Hanowerze, a następnie w Bonn. 
Po śmierci Schumachera w 1952 roku Renger aktywnie zaangażowała się w politykę. W 1953 uzyskała mandat deputowanej do Bundestagu z list SPD. W 1962 roku  została członkinią federalnego komitetu wykonawczego, a od 1970 zasiadała w prezydium SPD. 13 grudnia 1972 została wybrana na przewodniczącą Bundestagu, funkcję pełniła do końca kadencji w 1976. Następnie do 1990 sprawował funkcję wiceprzewodniczącej parlamentu. Renger przewodziła pierwszym powojennym delegacjom Bundestagu do Polski, Rumunii i Związku Radzieckiego. W maju 1979 wystartowała jako kandydatka SPD w wyborach na prezydenta federalnego, przegrała jednak w głosowaniu z Karlem Carstensem.
Należała do konserwatywnego skrzydła partii, tzw. Seeheimer Kreis. W 1990 roku zrezygnowała ze startu w wyborach parlamentarnych i wycofała się z życia politycznego.

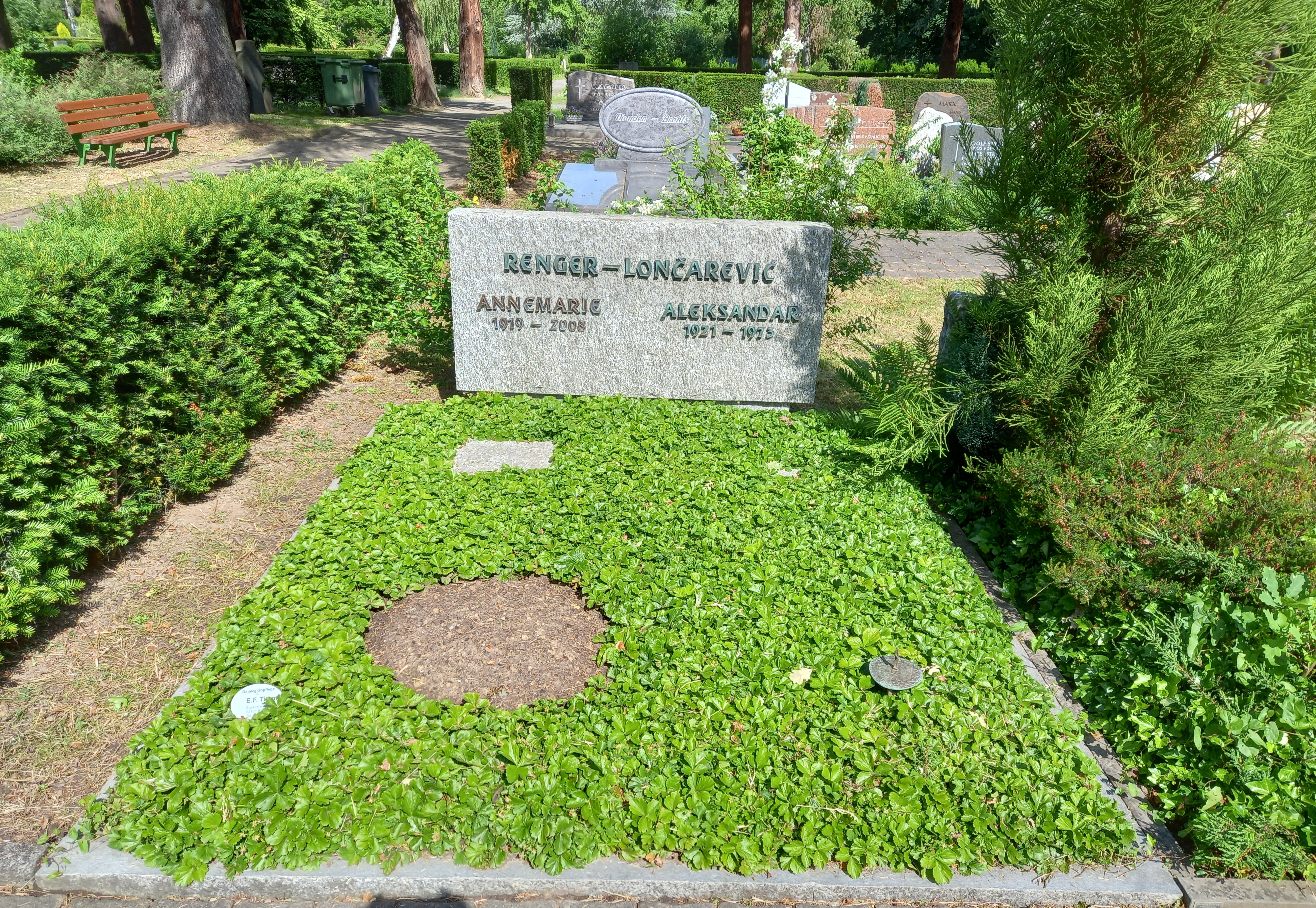
Grób Annemarie Renger

3 marca 2008 roku Annemarie Renger zmarła w wieku 88 lat po długiej chorobie w swoim domu w Remagen-Oberwinter. Została pochowana na południowym cmentarzu w Bonn. 

## Życie prywatne
Była dwukrotnie zamężna. Jej pierwszy mąż zginął Emil Renger w 1944 na froncie zachodnim II wojny światowej. Para miał jednego syna Rolfa (1938–1998). W 1965 zwarła drugi związek małżeński z jugosłowiańskim dyplomatą Aleksandarem Loncarevicem (1921–1973).